# Seznam meteorologov
Seznam pomembnih meteorologov in klimatologov.

## A
- Cleveland Abbe (ZDA, 1838 - 1916), vremenske napovedi
- Arat (Grčija, 315 pr. n. št. - 240 pr. n. št.)

## B
- Tor Harold Percival Bergeron (Švedska, 1891 - 1977), fizika oblakov
- Jacob Aall Bonnevie Bjerknes (Norveška, ZDA, 1897 - 1975)
- Vilhelm Frimann Koren Bjerknes (Norveška, 1862 - 1951), zračne mase, cikloni
- Christoph Hendrik Diederik Buys Ballot (Nizozemska, 1817 - 1890), zračni tlak, vetrovi

## C
- Jule Gregory Charney (ZDA, 1917 - 1981)

## D
- William Morris Davis (ZDA, 1859 - 1934)

## F
- Jean Frédéric Frenet (Francija, 1816 - 1900)

## H
- George Hadley (Anglija, 1685 - 1768)
- Edmond Halley (Anglija, 1656 - 1742)
- Herman Koroški (Koroška, okoli 1100 - okoli 1160), Knjiga o padavinah (Liber ymbrium)
- James Hutton (Škotska, 1726 - 1797)

## K
- Wladimir Peter Köppen (Nemčija, 1846 - 1940), podnebna območja Zemlje

## M
- Pavel Aleksandrovič Malšanov (Rusija), višje plasti Zemljinega ozračja

## P
- Posidonij (Grčija, okoli 135 pr. n. št. - 51 pr. n. št.)

## R
- Carl-Gustav Arvid Rossby (Švedska, ZDA, 1898 - 1957), gibanje ozračja

## T
- Leon Philippe Teisserenc de Bort (Francija, 1855 - 1913)

## V
- Yrjö Väisälä (Finska, 1891 - 1971)

## W
- Alfred Lothar Wegener (Nemčija, 1880 - 1930), vremenski pogoji Arktike